# Жан Тардьє
Жан Тардьє (фр. Jean Tardieu; 1 листопада 1903, Сен-Жермен-де-Жу — 27 січня 1995, Кретей) — французький поет, драматург, есеїст, перекладач. Один із зачинателів театру абсурду.

## Біографія
Народився в 1903 році в родині художника Віктора Тардьє та арфістки Каролін Луїджині . Навчався у знаменитому паризькому ліцеї Кондорсе. У 17 років пережив нервовий зрив і світоглядну кризу, відлуння якої відчувається у його творчості.
Вивчав у Парижі спочатку право, потім літературу . Працював у музеях, видавництвах, на радіо.

## Творчість
Перші поетичні збірки Тардьє вийшли в 1930-і роки, коли він, разом з А. Жідом, Ж. Поланом, Ф. Понжем та ін., входив до групи письменників, що об'єдналися навколо літературного журналу «Нувель ревю франсез». Поезії цього періоду властивий похмурий ліризм та відчуття тривоги  . У 1930-ті — 1940-ті роки Тардьє також перекладав з німецької Гете та Гельдерліна.
Славу Тардьє принесли вірші, написані під час Другої світової війни, коли він брав участь у русі Опору. Вірші, що друкувалися в роки окупації підпільно, пізніше були зібрані в книзі «Задушені боги» (1946).
У повоєнний час творча манера Тардьє суттєво змінюється: у ній з'являються елементи театральності, гри . Тардьє спілкується з багатьома представниками групи УЛІПО. У 1951 році виходить чи не найвідоміша поетична збірка Тардьє «Месьє Месьє», насичена парадоксами, каламбурами, словесною грою.
Після війни Тардьє працює на радіо і пише радіо- та театральні п'єси в стилі «театру абсурду». У цих коротких п'єсах Тардьє експериментує з мовою, демонструючи абсурдність мовних та соціальних умовностей .
Тардьє є також автором низки есеїв про живопис та музику. Ці два види мистецтва завжди приваблювали його; деякі з його віршів побудовані за законами музичної композиції, а чимало його віршованих збірок створювався у співпраці з художниками, такими як Пікассо, Макс Ернст, П'єр Алешинскі та Ганс Гартунг .
Тардьє також має тексти, написані для дитячої аудиторії .

## Твори
- Œuvres, зібрання творів у серії "la collection Quarto" видавництва Ґаллімар.
- Le ciel a eu le temps de changer, correspondance 1922-1944 de Jean Tardieu avec l'universitaire et étruscologue Jacques Heurgon, 272 pages, 2004 ISBN 2908295741 (Листування)[5].

### Поезія, опублікована у видавництві Ґаллімар
- 1939 : Accents
- 1943 : Le Témoin invisible
- 1947 : Jours pétrifiés
- 1951 : Monsieur, Monsieur , poèmes humoristiques
- 1954 : Une voix sans personne
- 1961 : Choix de poèmes 1924-1954
- 1961 : Histoires obscures
- 1968 : Le Fleuve caché
- 1972 : La Part de l'ombre (choix de proses)
- 1976 : Formeries
- 1979 : Comme ceci, comme cela
- 1986 : Margeries, poèmes inédits 1910-1985.
- 1986 : L'Accent grave et l'accent aigu (reprend Formeries, Comme ceci comme cela, Les Tours de Trébizonde)
- 1986 : Poèmes à voir

### Проза, опублікована у видавництві Ґаллімар
- Figures, poèmes en prose
- La Première Personne du singulier, 1952
- Pages d'écriture
- Les Portes de toile
- Le Professeur Froeppel
- Les Tours de Trébizonde
- On vient chercher Monsieur Jean, 1990
- Le Miroir ébloui
- Lettre de Hanoï
- L'Amateur de théâtre.
- Lettre de Hanoï publication posthume 1997

### П'єси, опубліковані у видавництві Ґаллімар
- Un mot pour un autre
- Théâtre de chambre
- Poèmes à jouer
- Une soirée en Provence ou Le mot et le cri
- La Cité sans sommeil
- La Comédie du langage, suivi de La Triple Mort du client 1987
- La Comédie de la comédie (ou "Oswald et Zénaïde", ou "Les Apartés") 1966
- La Comédie du drame
- La Sonate et les trois messieurs ou Comment parler musique
- Finissez vos phrases
- Il y avait foule au manoir

### Ілюстровані книжки, опубліковані у видавництві Ґаллімар
- Jours pétrifiés, poèmes avec six pointes sèches de Roger Vieillard.
- L'Espace et la flûte, poèmes, variations sur douze dessins de Pablo Picasso.
- Conversation-sinfonietta, essai d'orchestration typographique par Robert Massin.

### Дитячі книжки, опубліковані у видавництві Ґаллімар
- Il était une fois, deux fois, trois fois... ou la table de multiplication mise en vers, illustrations d'Élie Lascaux.

### Публікації в інших видавців
- Le Fleuve caché (Jacques Schiffrin).
- Poèmes (Le Seuil).
- Les Dieux étouffés (Seghers).
- Jean Bazaine, Maurice Estève, Charles Lapicque, en collaboration avec André Frénaud et Jean lescure (éd. Louis Carré).
- Le Démon de l'irréalité (Ides et calendes).
- Charles d'Orléans (PUF).
- Le Farouche à quatre feuilles, en collaboration avec André Breton, Lise Deharme et Julien Gracq (Grasset).
- De la peinture abstraite (Mermod).
- Jacques Villon, préface pour le catalogue d'exposition (Louis Carré).
- André Jordan et l'attention à l'humain, catalogue d'exposition (Galerie Charpentier).
- Hans Hartung (Hazan).
- Hollande (Maeght).
- C’est-à-dire (éd. Georges Richar).
- Déserts plissés, poèmes sur des frottages de Max Ernst (Bölliger).
- Obscurité du jour (Skira).
- Un monde ignoré, poèmes sur des photographies de Hans Hartung (Skira).
- Le Parquet se soulève (Brunidor-Apeïros).
- L'Ombre la branche (Adrien Maeght).
- Des idées et des ombres (Éditions R.L.D.).
- Un Lot de joyeuses affiches (R.L.D.).
- Carta Canta (chez Lydie et Robert Dutrou).
- Causeries devant la fenêtre, entretiens avec Jean-Pierre Vallotton (PAP).
- Conversation (poésie)
- Les épaves reconnues, le poème illustre neufs gravures de Maïlys Seydoux-Dumas[6].
- Interpellations, onze extraits de poème illustre onze gravures de Maïlys Seydoux-Dumas.
- Les Abysses, un extrait du poème La Part de l'Ombre illustre onze eaux fortes de Maïlys Seydoux-Dumas.

## Визнання
У 1972 році Жан Тардьє здобув Велику поетичну премію Французької академії. У 1986 році одержав Велику премію товариства літераторів Франції .
На вірші Тардьє писали музику Жермен Тайфер, Анрі Дютійо, Вольфганг Рим, Софі Лаказ. Його книги ілюстрували Жан Базен та ін.

## Переклади українською
Одну поезію Тардьє українською переклав Олег Жупанський (у збірці дитячих перекладів «Троє цуценят покидають Париж»).